# Hemistola intermedia
Hemistola intermedia là một loài bướm đêm trong họ Geometridae.